# Articulatio radioulnaris proximalis
Die Articulatio radioulnaris proximalis („körpernahes Speichen-Ellen-Gelenk“) ist die gelenkige Verbindung zwischen den Unterarmknochen Speiche (Radius) und Elle (Ulna) und ein Teilgelenk des Ellbogengelenks. Funktionell ist es ein Zapfengelenk mit einem Freiheitsgrad, in dem sich die Speiche in einer Vertiefung der Elle um die Längsachse dreht und damit – unter Mitbeteiligung des körperfernen Radioulnargelenks – Umwendebewegungen der Hand (Pronation und Supination) ermöglicht.

## Aufbau
Die Gelenkfläche der Speiche wird Circumferentia articularis radii genannt. Sie ist an der Innenseite (medial) breiter als an der Außenseite (lateral). Die Einziehung an der Elle wird als Incisura radialis ulnae bezeichnet und ist von der Gelenkfläche für den Oberarmknochen (Incisura trochlearis) durch einen schmalen Grat getrennt. Das Gelenk wird durch das ringförmige Speichenband (Ligamentum anulare radii) stabilisiert, welches beidseits an der Incisura radialis ulnae entspringt, den Speichenkopf umfasst und in den Ellenauschnitt presst. An der Innenseite hat dieses Band eine knorpelartige Struktur und dient gleichzeitig als Gelenkfläche.

## Vergleichende Anatomie
Bei vielen, vorwiegend auf Geradeauslauf spezialisierten Säugetieren ist die Bewegung in der Articulatio radioulnaris proximalis stark eingeschränkt. Bei Huftieren ist das Gelenk unbeweglich. Bei Schweinen werden Elle und Speiche durch straffe Bänder fixiert. Bei Wiederkäuern und Pferden sind Ellen- und Speichenkopf miteinander knöchern verschmolzen, so dass kein Speichen-Ellen-Gelenk ausgebildet ist.
Bei Vögeln ist in das Speichen-Ellen-Gelenk ein Meniskus (Meniscus radioulnaris) eingelagert, dessen ventraler Rand mit der Gelenkkapsel verwachsen ist, während der dicke dorsale Rand frei bleibt. Das Band zwischen Elle und Speiche wird als Ligamentum transversum radioulnare bezeichnet.